# Michael Lynagh
Michael Lynagh AM (* 25. Oktober 1963 in Brisbane) ist ein ehemaliger australischer Rugby-Union-Spieler, der auf der Position des Verbinders eingesetzt wurde. Zusammen mit David Campese und Nick Farr-Jones bildete er die sogenannte „Holy Trinity“ in der australischen Nationalmannschaft. In 72 Länderspielen erzielte er 911 Punkte und war zu seiner aktiven Zeit der erfolgreichste Punktesammler, bis ihn Neil Jenkins 1999 überholte.
Michael Lynagh ist der Vater des italienischen Nationalspielers Louis Lynagh.

## Karriere
Lynagh feierte 1984 mit 20 Jahren sein Debüt für Australien beim Spiel gegen Fidschi. Er zeigte seine Stärke im Kickspiel und erzielte neun Punkte durch Straftritte. Im Herbst des Jahres reiste die Nationalmannschaft auf die britischen Inseln, um dort unter anderem gegen England und Wales zu spielen. Lynagh wurde während dieser Tour als Innendreiviertel eingesetzt und erzielte zwei Versuche. Mit dem Karriereende von Mark Ella im Folgejahr rückte er auf die Verbinderposition, auf der er für die nächsten zehn Jahre für die „Wallabies“ spielte.
Im Vorfeld der ersten Weltmeisterschaft, die von Neuseeland und Australien ausgetragen wurde, schlugen die Australier die All Blacks im Duell um den Bledisloe Cup und zählten folglich zu den größten Favoriten auf den WM-Titel. Das Team scheiterte letztlich an Frankreich und verlor im Spiel um den dritten Platz gegen Wales. Lynagh steuerte während des Turniers 82 Punkte bei. Nur dem Neuseeländer Grant Fox gelangen mehr Zähler.
1989 besuchten die British and Irish Lions Australien, um drei Test Matches gegen die Nationalmannschaft Australiens zu bestreiten, von denen sie letztlich zwei gewannen. Lynagh war einer der stärksten Spieler der unterlegenen „Wallabies“, konnte aber den Sieg der Lions nicht verhindern. 1990 erzielte er 24 Punkte gegen Frankreich und übernahm damit den australischen Rekord für die meisten Punkte in einem Spiel. Im selben Jahr übertraf er als erster Spieler der Geschichte die 500-Punkte-Marke. Bei den Weltmeisterschaften 1991 war er Teil der Nationalmannschaft, die den ersten Weltmeistertitel für Australien gewinnen konnte. Er erzielte dabei mit 66 Punkten die zweit meisten aller Spieler. Im Viertelfinale gegen Irland zeigte er seine wichtige Rolle im Team, als er nach der Verletzung des Kapitäns Farr-Jones die Rolle übernahm und mit einem Sprungtritt und einem Versuch das Spiel zugunsten der „Wallabies“ drehte.
1993 wurde Lynagh die Kapitänsbinde letztlich ganz übergeben. Er verletzte sich in diesem Jahr jedoch schwer, so dass er seine neue Rolle nicht oft ausfüllen konnte. Das letzte große Turnier seiner Karriere war die Weltmeisterschaft 1995, bei der Australien im Viertelfinale an England scheiterte. Lynagh gehörte mit 47 Punkten in drei Spielen erneut zu den Topscorern des Turniers. Mit dem Ausscheiden bei der WM beendete er seine internationale Karriere und wechselte zum englischen Verein Saracens, um dort noch zwei Jahre aktiv zu spielen.
1996 wurde er zum Member des Order of Australia ernannt.